# نبيل أبو زنيد
نبيل أحمد عثمان أبو زنيد (أبو أحمد؛ وُلد في 18 أبريل 1954 في دورا –) سياسي ودبلوماسي ومؤلف فلسطيني، كان رئيسًا لبعثة لدولة فلسطين لدى هولندا وقائمًا بأعمال ممثل منظمة التحرير الفلسطينية لدى الولايات المتحدة، وسفيرًا لدولة فلسطين لدى البرتغال.

## حياته
وُلد نبيل أبو زنيد في مدينة دورا بمحافظة الخليل جنوب الضفة الغربية إبان الإدارة الأردنية للضفة الغربية. تلقى تعليمه الأساسي في مدارس المدينة، كما أنه درس في كلية بيرزيت وكان عضوًا في مجلس اتحاد الطلبة عام 1973.
حصل على درجة البكالوريوس في العلوم السياسية من جامعة جيمس ماديسون في ولاية فيرجينيا، ودرجة الماجستير في العلاقات الدولية من جامعة هوارد في واشنطن العاصمة بالولايات المتحدة، ولاحقًا درجة الدكتوراه في العلاقات الدولية من جامعة وارسو في بولندا.
عمل مدرسًا للعلوم السياسية في جامعة النجاح الوطنية وكان عضوًا في نقابة العاملين فيها عام 1984، وكما درّس العلوم السياسية في جامعة الخليل، وكان مستشارًا للعلاقات الدولية والتطوير لرئيس مجلس أمناء الجامعة.
ألف كتاب بعنوان "الانتفاضة والدولة نضال الشعب الفلسطيني بين 1967 و1994″.
عمل أبو زنيد نائبًا لرئيس بعثة منظمة التحرير الفلسطينية لدى الولايات المتحدة بين عامي 2004 و2008، شارك خلال هذه الفترة بمحادثات مؤتمر أنابوليس في نوفمبر 2007.
كُلف بمهام القائم بأعمال ممثلية منظمة التحرير الفلسطينية لدى الولايات المتحدة حتى عام 2009.
في 10 سبتمبر 2009، سلّم أوراق اعتماده رئيسًا لبعثة دولة فلسطين لدى مملكة هولندا إلى وزير الخارجية الهولندي ماكسييم فيرهاخن. كان له دور هام في انضمام فلسطين إلى عضوية المحكمة الجنائية الدولية في عام 2014.
في 8 يونيو 2017، سلّم أوراق اعتماده سفيرًا مفوضًا فوق العادة لدولة فلسطين لدى جمهورية البرتغال إلى الرئيس البرتغالي مارسيلو ريبيلو دي سوزا.

## حياته الشخصية
أبو زنيد متزوج، وله 3 أولاد هم: أحمد، وآدم ومريم.